# Кривулькин, Роман Владимирович
Роман Владимирович Кривулькин (18 февраля 1996, Лисуны, Беларусь) — белорусский и российский футболист, защитник мурманского «Севера».

## Биография
Родился 18 февраля 1996 года в деревне Лисуны, Беларусь. В 6 лет переехал в российский Санкт-Петербург, где поступил в СДЮШОР «Зенит». Признан лучшим защитником на Мемориале Гранаткина-2014 в составе сборной Санкт-Петербурга. В 2015 году перешёл в ЦСКА и выступал за молодёжный состав. В молодёжном первенстве сыграл 48 матчей, из которых 45 — в стартовом составе. Отметился одним голом в ворота «Рубина».
3 марта 2017 года перешёл в клуб высшей лиги Беларуси «Крумкачи». Соглашение было рассчитано на 2,5 года. 2 апреля дебютировал, выйдя на замену в конце матча против «Витебска» (1:0). Позднее сумел закрепиться в стартовом составе команды.
В июле 2017 года по соглашению сторон покинул «Крумкачи» и вскоре стал игроком клуба «Торпедо» Минск. В ноябре продлил контракт с клубом. Начало сезона 2018 пропустил из-за травмы, с июня начал снова появляться в стартовом составе. В июле 2019 года покинул «Торпедо».
Вскоре присоединился к «Слуцку», где стал основным защитником. В декабре продлил контракт с клубом. В сезоне 2020 оставался игроком основы, с августа по октябрь отсутствовал из-за травмы, позднее вернулся в состав. В декабре покинул команду.
В январе 2021 года перешёл в клуб российской ПФЛ «Ленинградец». Во время подготовки команды к продолжению сезона получил повреждение. Ближе к завершению сезона восстановился и уже 11 мая 2021 года дебютировал за команду в матче против «Твери», выйдя на замену. 30 июня 2022 года покинул клуб.

### В сборной
В марте 2017 года получил вызов в молодёжную сборную Беларуси, однако в официальных матчах так и не сыграл.